# رودولفو نيجري
رودولفو نيجري (20 يونيو 1913 ميلانو إيطاليا - ) هو لاعب كرة قدم إيطالي يلعب كلاعب وسط.